# Amparo Hurtado Albir
Amparo Hurtado Albir (n. 1954), traductora y académica española.
Estudió filología moderna en la Universidad de Valencia. Es catedrática de Traductología en la Universidad Autónoma de Barcelona. Se la considera referente obligada de la teoría de la traducción y de la formación universitaria de los profesionales de las lenguas.[cita requerida]

## Obras
- La enseñanza de la traducción (1996). Castellón: Universitat Jaume I.[1]
- Traducción y Traductología: Introducción a la traductología (2001). Madrid: Cátedra. ISBN 84-376-1941-6.